# Dicrostonyx
Genre
Dicrostonyx est un genre de rongeurs qui comprend des espèces de lemmings appelées lemmings arctiques ou encore lemmings à collier pour les distinguer des lemmings à bande (genre Lemmus).

## Répartition passée
Cette espèce[Laquelle ?] était autrefois présente en France (au moins lors des périodes froides du Quaternaire), comme en témoignent des ossements anciens (par exemple trouvés à Cambrai ou dans une brèche calcaire à Maubeuge) qui montrent qu'elle cohabitait avec le lemming des toundras de Norvège et le campagnol des neiges.

## Liste des espèces
Selon ITIS (12 mars 2016) et Mammal Species of the World (version 3, 2005)  (12 mars 2016):
- Dicrostonyx groenlandicus (Traill, 1823) - lemming arctique ou lemming à collier ou lemming variable [1] ou lemming à collerette[6]
- Dicrostonyx hudsonius (Pallas, 1778) - Lemming d'Ungava[7],[1]
- Dicrostonyx nelsoni Merriam, 1900
- Dicrostonyx nunatakensis Youngman, 1967
- Dicrostonyx richardsoni Merriam, 1900
- Dicrostonyx torquatus (Pallas, 1778) - lemming arctique ou lemming à collier[1] ou lemming variable [8]
- Dicrostonyx unalascensis Merriam, 1900
- Dicrostonyx vinogradovi Ognev, 1948